# Calathea oblonga
Calathea oblonga là một loài thực vật có hoa trong họ Marantaceae. Loài này được (Mart.) Körn. mô tả khoa học đầu tiên năm 1862.